# Бобринский, Лев Алексеевич
Граф Лев Алексе́евич Бо́бринский (1831—1915) — крупный землевладелец и промышленник из графского рода Бобринских; правнук Екатерины II.

## Биография
Младший сын сахарозаводчика Алексея Алексеевича Бобринского от его брака с фрейлиной двора Софьей Александровной Самойловой. Получил домашнее воспитание, позже обучался в Санкт-Петербургском университете. Во время Крымской войны участвовал в обороне Севастополя, был контужен и награжден знаком отличия Военного ордена (1855). В 1856—1860 годах состоял адъютантом главного начальника военных поселений Новороссийского края, вышел в отставку штабс-ротмистром.
Живя за границей, граф Бобринский купил в центре Рима Виллу Мальта и перестроил её в роскошное жилище. Там он устраивал обеды и музыкальные вечера, на одном из них весной 1881 года играл свои произведения П. И. Чайковский.
После смерти брата Владимира в 1898 году он вступил в управление Смелянским имением Черкасского уезда Киевской губернии и по его примеру активно занимался сельскохозяйственной деятельностью. В 1908 году построил в Смеле мужскую гимназию, в следующем — женскую. Телефонизировал все заводы, главную контору и больницы. Всего в имениях графа за его счёт действовало 37 учебных заведений, а в Смеле работало 23 фабрики и завода.
По словам А. А. Половцова, граф Бобринский был подобно своему брату превосходный человек, честный, но весьма недальновидный, жена его была женщина чрезвычайно умная, но из-за несчастного случая (её повалила ласкавшаяся к ней большая собака) у нее произошел перелом бедра и она ходила на костылях. Скончался в Смеле.

## Семья
Был женат (со 2 сентября 1860 года, Женева) на Александре Алексеевне Золотарёвой (1831—11.02.1900), вдове убитого на дуэли Михаила Агеевича Абазы (1826—1859), брата министра финансов. В браке Бобринские детей не имели, но в семье воспитывался сын Александры Алексеевны от Абазы, Алексей. Скончалась в Риме от хронического воспаления легких, похоронена на Тихвинском кладбище Александро-Невской лавры. 